# Sete Pecados
Sete Pecados é uma telenovela brasileira produzida e exibida pela TV Globo de 18 de junho de 2007 a 15 de fevereiro de 2008, em 208 capítulos. Substituiu Pé na Jaca e foi substituída por Beleza Pura, sendo a 72ª "novela das sete" exibida pela emissora. 
Teve autoria de Walcyr Carrasco, com colaboração de Claudia Souto e André Ryoki, teve direção de Pedro Vasconcelos e Fred Mayrink. A direção geral e de núcleo foram de Jorge Fernando.
Contou com Priscila Fantin, Reynaldo Gianecchini, Giovanna Antonelli, Sidney Sampaio, Claudia Raia, Paulo Betti, Cláudia Jimenez e Elizabeth Savalla.

## Enredo
Inveja, soberba, ira, preguiça, gula, avareza e luxúria, os sete pecados capitais definem os personagens da novela. Mas eles também têm virtudes: humildade, caridade, paciência, diligência, generosidade, temperança e castidade. A história é narrada através desse jogo de opostos entre o bem e o mal.
Beatriz Ferrara (Priscila Fantin) é uma jovem mimada e rica, cuja vida é uma eterna busca por prazer. Do tipo que não se apega a nenhum homem, apaixona-se justamente por aquele que não cai em seu jogo de sedução, o taxista Dante (Reynaldo Gianecchini), homem simples, correto e honesto, que está enfrentando dificuldades financeiras, mas é muito feliz em seu casamento com a batalhadora doceira Clarice (Giovanna Antonelli), com quem tem dois filhos. Obcecada por aquele homem, que apesar de pobre, lhe despertara um misto de sentimentos, Beatriz resolve conquistar Dante e destruir seu casamento com Clarice.
Disposta a tudo para tê-lo em suas mãos, Beatriz procura a ajuda do guru Barão (Ailton Graça), homem misterioso ligado a uma sociedade secreta comandada pela ardilosa Ágatha Trindade (Cláudia Raia), uma ardilosa empresária. Beatriz oferece sua alma para conquistar Dante e o guru lhe diz que para isso, ela terá que transformá-lo, fazer com que ele escolha um outro caminho na vida. Para mudar, o rapaz deveria cometer os Sete Pecados Capitais, pois um pecado levaria a outro. Só assim ele deixaria seus princípios éticos e abandonaria a esposa e os filhos, por sua nova paixão. Mas no processo, Beatriz acabará se transformando, descobrindo suas próprias qualidades para ajudar Dante, cada vez que ela mesma o coloca em alguma confusão. Mas a maligna Ágatha e os membros da Sociedade Secreta têm um objetivo misterioso: ela tem contas a acertar com o milionário Flávio (Paulo Betti), pai de Beatriz, que desapareceu há muitos anos num acidente de avião, deixando toda a fortuna para a única filha, fortuna essa que interessa Ágatha. Para isso, tenta manipular Beatriz de todas as maneiras, e para conseguir o que quer, se aproveita da paixão desenfreada da moça por Dante. Como a vida de Beatriz corre perigo na Terra, as forças do bem são acionadas e Custódia (Cláudia Jimenez), anjo da guarda da jovem, é designada por seu superior, o Arcanjo Gabriel (Eric Marmo), para protegê-la de todos os perigos em que ela mesma se envolveu. Atrapalhada, Custódia não consegue impedir os impulsos de Beatriz e se envolve em uma série de confusões, apaixonado-se pelo DJ Adriano (Rodrigo Phavanello) durante sua missão. 
O triângulo amoroso formado por Beatriz,  Clarice e Dante afeta a vida de outras pessoas, entre eles Pedro (Sidney Sampaio), um inescrupuloso chef de cozinha que acaba se apaixonando pelas duas; a do irmão de Dante, o lutador Régis Marreta (Malvino Salvador), que vivem um racionamento conturbado com a cômica e sensual Elvira (Nívea Stelmann); e a de Rebeca (Elizabeth Savalla), a fútil mãe de Beatriz, que só se preocupa com a aparência. Já a doce Juju (Nicette Bruno), avó de Adriano, nunca esqueceu Romeu (Ary Fontoura), sua paixão da juventude, que se tornou um homem rico e amargurado desde então. Os dois acabam se reencontrando, mas precisam enfrentar vários percalços para reviverem esse amor puro, entre eles o preconceito de Teobaldo (Roberto Bataglin), o grosseiro filho dela, e as armações da falida Otília (Rosamaria Murtinho), irmã dele, que deseja herdar os bens de Romeu. Há ainda a história de Miriam (Gabriela Duarte), mulher batalhadora e prima de Elvira, que luta para dirigir uma escola repleta de dificuldades e alunos rebeldes. Ela acaba se apaixonando pelo professor de educação física Vicente (Marcello Novaes) e os dois lutam para adotarem Benta (Amanda Azevedo), menina doce e com poderes mediúnicos, protegendo-a das maldades de Simone (Samara Felippo), ex-namorada de Vicente, que faz de tudo para tê-lo de volta.

## Elenco
| Intérprete            | Personagem                        |
| --------------------- | --------------------------------- |
| Priscila Fantin       | Beatriz Ferraz                    |
| Reynaldo Gianecchini  | Dante Florentino                  |
| Giovanna Antonelli    | Clarice Florentino                |
| Sidney Sampaio        | Pedro Telles                      |
| Cláudia Raia          | Ágatha Trindade Ferraz            |
| Cláudia Jimenez       | Anja Custódia                     |
| Gabriela Duarte       | Miriam Souza Quirino              |
| Marcello Novaes       | Vicente de Freitas                |
| Samara Felippo        | Simone Duarte Lisboa              |
| Malvino Salvador      | Régis Florentino (Régis Marreta)  |
| Nívea Stelmann        | Elvira de Souza                   |
| Paulo Betti           | Flávio Ferrara                    |
| Elizabeth Savalla     | Rebeca Ferraz                     |
| Odilon Wagner         | Anselmo                           |
| Ary Fontoura          | Romeu                             |
| Nicette Bruno         | Julieta Verona (Juju)             |
| Rosamaria Murtinho    | Otília, Viscondessa de Sant'anna  |
| Rodrigo Phavanello    | Adriano Verona                    |
| Erik Marmo            | Arcanjo Gabriel                   |
| Ana Lúcia Torre       | Anja Supervisora Guilhermina      |
| Thalma de Freitas     | Anja Berenice                     |
| Max Fercondini        | Aquiles Souza Quirino             |
| Mel Lisboa            | Carla                             |
| Suely Franco          | Agripina                          |
| Ailton Graça          | Barão                             |
| Rafael Calomeni       | Hércules                          |
| Juan Alba             | Rodolfo, Visconde de Sant'anna    |
| Cecília Dassi         | Estela Verona                     |
| Kayky Brito           | Xongas                            |
| Carla Diaz            | Gina                              |
| Darlan Cunha          | Sandro                            |
| Marcelo Médici        | Antero / Zizi / Chong Xing / Tião |
| Isabel Fillardis      | Fátima                            |
| Cristiana Oliveira    | Margareth de Souza Dias           |
| Carlos Casagrande     | Amadeu Vianna                     |
| Márcia Cabrita        | Eudóxia Fagundes                  |
| Duda Nagle            | Ariel                             |
| Marisol Ribeiro       | Eliete                            |
| Henri Pagnoncelli     | Reginaldo                         |
| Marcelo Barros        | Azucrim                           |
| Ricardo Duque         | Marcelo                           |
| Valéria Sândalo       | Minerva                           |
| Zé Victor Castiel     | Perseu                            |
| Malu Valle            | Palma Souza Quirino               |
| Flávio Migliaccio     | Nino Quirino                      |
| Rosane Gofman         | Néia                              |
| Ary França            | Lineu                             |
| Maria Regina          | Maura                             |
| Roberto Bataglin      | Teobaldo Verona                   |
| Lígia Cortez          | Amélia Verona                     |
| Renata Castro Barbosa | Adalgisa                          |
| Ilya São Paulo        | Elias                             |
| Hilda Rebello         | Corina                            |
| Wagner Santisteban    | Ulisses                           |
| Marco Antonio Gimenez | Vítor de Sant'anna                |
| Rosanne Mulholland    | Daniela                           |
| Ilva Niño             | Marli                             |
| Abrahão Farc          | Silas                             |
| Sérgio Fonta          | Renato                            |
| Rafael Zulu           | Leonardo                          |
| Lena Roque            | Dóris                             |
| Carina Porto          | Irene                             |
| Bruno Pereira         | Edu                               |
| Júlia Ruiz            | Márcia                            |
| Rafael Ciani          | Danilo Varona                     |
| Alexandro Malvão      | Maciel                            |
| Bruno Kimura          | Shiro San                         |
| Amanda Azevedo        | Benta do Nascimento Silva         |
| Marina Ruy Barbosa    | Isabel Florentino                 |
| Tiago Salomone        | Laerte Florentino                 |
| Danielle Robles       | Dilma                             |

### Participações especiais
| Intérprete             | Personagem                             |
| ---------------------- | -------------------------------------- |
| Maria Zilda Bethlem    | Cíntia                                 |
| Mário Gomes            | Amadeu                                 |
| John Herbert           | Sam Schmidt                            |
| Ângela Leal            | Edith                                  |
| Genézio de Barros      | Diretor do asilo onde Juju é internada |
| Victor Pecoraro        | Michelo                                |
| Guilherme Martim       | Padre                                  |
| Wanda Grandi           | Tamires                                |
| Guilherme Piva         | Joílson                                |
| Sabrina Rosa           | Verônica do Nascimento Silva           |
| Íris Nascimento        | Antônia do Nascimento Silva            |
| Leilah Moreno          | Nalah                                  |
| Bruno Giordano         | Anderson                               |
| Sofia Torres           | Valéria (mãe de Edu)                   |
| Lupe Gigliotti         | Nair                                   |
| Emiliano Ruschel       | Dorival                                |
| Caetano O'Maihlan      | Otávio Bilson                          |
| Arlete Heringer        | Marina Moliere                         |
| Betty Erthal           | Baronesa de Clercis                    |
| Maria Gandara          | Princesa Ivanovna Romanov              |
| Ada Chaseliov          | Estefânia                              |
| Murilo Grossi          | Tadeu                                  |
| Rafael Primot          | Sérgio                                 |
| Ana Paula Bouzas       | Paula                                  |
| Jaime Leibovitch       | Arcanjo Professor                      |
| Thiago Neri            | Anjo do Carro / Instrutor              |
| Gabriel Azevedo        | Anjo aluno / Querubim                  |
| Pietro Mário           | Eurípedes                              |
| Gustavo Santos         | Ciro                                   |
| Francisco Fortes       | Juca                                   |
| Wilson Rabello         | Jair                                   |
| André Santinho         | Fred dos Santos Silva                  |
| Juliana Poggi          | Janaína                                |
| Maria Carolina Rebello | Raquel                                 |
| Rangel de Oliveira     | Inspetor Tito                          |
| Gabriel Moura          | Moa                                    |
| Gaspar Filho           | Ed Tavares                             |
| Edi Botelho            | Diretor do laboratório                 |
| Rô Sant'anna           | Zilda                                  |
| Maria Cristina Gatti   | Tutu                                   |
| Mário Cardoso          | advogado de Dante                      |
| Sandra Pêra            | carceireira                            |
| Susana Werner          | amiga de Elvira                        |
| Narjara Turetta        | enfermeira                             |
| Hélio Ribeiro          | advogado de Vicente                    |
| Simone Soares          | cliente de Clarice                     |
| Rubens Caribé          | decorador da Naraka                    |
| Julio Braga            | patrão de Schmidt                      |
| Clarisse Derziê Luz    | mãe de Xongas                          |
| Isadora Rodrigues      | Beatriz Ferrara (criança)              |
| Sidmar Junior          | Flávio Ferrara (criança)               |
| Livia Palma            | Ágatha (criança)                       |
| Fátima Freire          | juíza no caso de Benta                 |
| Antônio Fragoso        | fiscal na casa de Otília               |
| Edyr de Castro         | vendedora de barraquinhas do colégio   |
| Popó                   | ele mesmo                              |
| Diego Hipolito         | ele mesmo                              |
| Virgínia Lane          | ela mesma                              |

## Produção

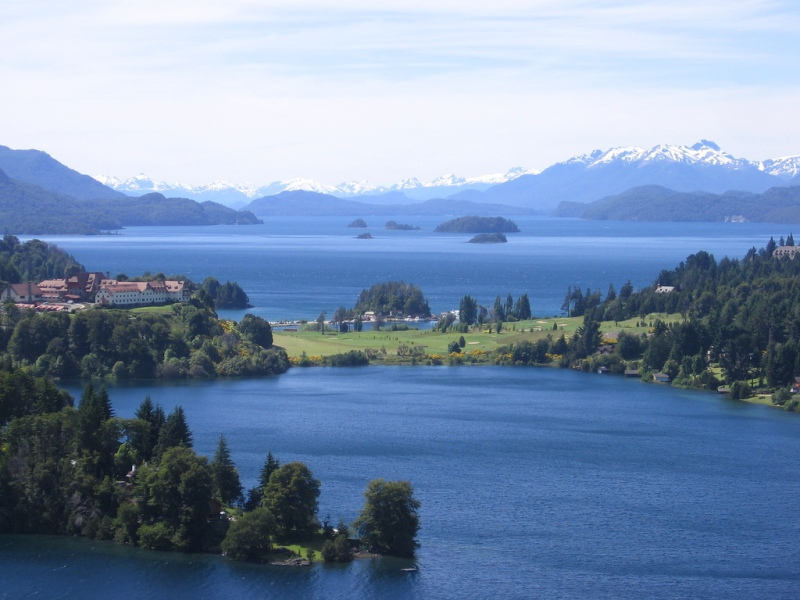
As primeiras cenas da telenovela foram gravadas em Bariloche.

A trama foi aprovada em agosto de 2006, ainda sob o título de Chicletes e Delírios. Em dezembro daquele ano foi mudado para Os Sete Pecados Capitais para expressar de forma mais clara a temática e, logo depois, reduzido para Sete Pecados para que não confundisse o público de que pudesse se tratar de um remake de Pecado Capital. A novela marcou a estreia do autor Walcyr Carrasco no horário das 19 horas, uma vez que antes o autor havia consolidado diversos trabalhos na faixa das "novelas das seis". Além dos próprios sete pecados capitais, a novela foi inspirada também pelo poema épico Divina Comédia, do escritor italiano Dante Alighieri, que fala do usufruto dos pecados e do contraste do bem e mal através dos estágios de passagem após a vida: purgatório, inferno ou paraíso. O nome dos protagonistas, Dante e Beatriz, foram inspirados nos nomes do autor e da musa inspiradora de suas obras, Beatriz Portinari.
Outra referência utilizada pelo autor foi o poema Fausto, do escritor alemão Johann Wolfgang von Goethe, que narra a história de um demônio que se compromete a corromper a alma de um jovem cheio de virtudes, fazendo-o experimentar os sete pecados, a mesma utilizada por Walcyr na trama de Beatriz em relação a Dante. Os primeiros capítulos tiveram gravações feitas em Bariloche, na Argentina. Em setembro de 2007 alguns atores gravaram cenas em Piracuruca, no Piauí, mais precisamente no Parque Nacional de Sete Cidades, um dos pontos turísticos da cidade.
O logo da trama, estilizado como "Se7e" foi inspirado no filme estadunidense Se7en, de 1995.
O autor decidiu que a personagem de Carla Diaz seria portadora de HIV positivo apenas no decorrer da novela, tendo a doença revelada no capítulo de 16 de outubro, abordando a partir de então o preconceito e a importância de se discutir o tema com os adolescentes. Ao finalizar a novela, Walcyr Carrasco declarou que errou gravemente em ter incluído tantos personagens – cerca de 80 no elenco principal –, uma vez que não conseguiu dar ênfase em todos e muitos ficaram sem função real na história, dizendo que o correto seria ter desenvolvido uma trama enxuta com 40 a 50 personagens, como foi em Chocolate com Pimenta.

### Escolha do elenco
Originalmente Mariana Ximenes foi escalada para viver Beatriz, repetindo a parceria com o autor de Fascinação, A Padroeira e Chocolate com Pimenta, porém a atriz decidiu aceitar o convite para A Favorita no ano seguinte, passando o papel para Priscila Fantin.
Flávia Alessandra foi convidada interpretar Clarice, porém a atriz queria um papel mais cômico e aceitou o convite para a novela anterior, Pé na Jaca e foi substituída por Giovanna Antonelli. Rita Guedes foi convidada pelo autor para interpretar Amélia, porém a atriz acabou sendo escalada antes para Eterna Magia, e a personagem foi para Lígia Cortez. Samara Felippo interpretou a terceira antagonista de sua carreira, sendo que Walcyr declarou que a intenção era desvencilhar a imagem da atriz da ingênua Celina, de Chocolate com Pimenta, o personagem de maior repercussão de sua carreira até então.
Paulo Betti também entrou para dar vida ao suposto falecido pai de Beatriz, sendo incluído na trama a partir do capítulo 81, em 19 de setembro de 2007. Cristiana Oliveira entrou na novela em 9 de outubro para interpretar a advogada Margareth. Carlos Casagrande e Márcia Cabrita também foram incorporados na novela a partir de 30 de novembro, interpretando o Investigador Amadeu Vianna e a Detetive Eudóxia, respectivamente.
Sete Pecados marcou a estreia em telenovelas de Rosanne Mulholland, Amanda Azevedo e Leilah Moreno.

## Exibição
Durante esta primeira exibição, o capítulo 23, que seria exibido em 13 de julho de 2007, não foi ao ar, devido à transmissão da abertura dos Jogos Panamericanos de 2007. A novela foi distribuída para mais de 37 países pela Globo Internacional, e foi líder de audiência no horário nobre da Venezuela.

### Reprise
Foi reexibida pelo Vale a Pena Ver de Novo de 13 de setembro de 2010 a 7 de janeiro de 2011, substituindo Sinhá Moça e sendo substituída por O Clone, em 83 capítulos.   Durante a exibição da reprise, o capítulo 19, que seria exibido em 7 de outubro de 2010, não foi ao ar, devido a transmissão de um amistoso entre Brasil e Irã. E o capítulo 66, que seria em exibido em 14 de dezembro de 2010, também não foi ao ar, devido à transmissão da semifinal da Copa do Mundo de Clubes da FIFA de 2010, entre Mazembe e Internacional. Sendo assim, a reprise que terminaria com 85 capítulos, fechou com 83.

### Outras mídias
Em 06 de novembro de 2023, foi disponibilizada na íntegra pelo Globoplay, como parte do Projeto Resgate.

## Recepção

### Audiência
O primeiro capítulo da trama registrou média de 36 pontos, com 51% de participação. A menor audiência da trama é de 20 pontos, alcançada em 24 de dezembro e 29 de dezembro de 2007. O último capítulo registrou a maior audiência de toda a novela: 39 pontos com picos de 45 e 60% de participação. A novela terminou com média geral de 29,6 pontos, mesma marca da antecessora Pé na Jaca, que fechou com 29,5 pontos de média geral.

### Prêmios e indicações
| Ano  | Prêmio          | Categoria                | Indicação                            | Resultado | Ref.   |
| ---- | --------------- | ------------------------ | ------------------------------------ | --------- | ------ |
| 2007 | Melhores do Ano | Ator Revelação           | Marco Antônio Gimenez                | Indicado  | [ 41 ] |
| 2007 | Melhores do Ano | Ator Revelação           | Darlan Cunha                         | Indicado  | [ 41 ] |
| 2007 | Melhores do Ano | Melhor Atriz Mirim       | Amanda Azevedo                       | Venceu    | [ 41 ] |
| 2007 | Melhores do Ano | Melhor Atriz Mirim       | Marina Ruy Barbosa                   | Indicado  | [ 41 ] |
| 2007 | Melhores do Ano | Melhor Música de Novela  | "Carne e Osso" (Zélia Duncan)        | Indicado  | [ 41 ] |
| 2008 | Prêmio Contigo! | Melhor Novela            | Sete Pecados                         | Indicado  | [ 42 ] |
| 2008 | Prêmio Contigo! | Melhor Autor             | Walcyr Carrasco                      | Indicado  | [ 42 ] |
| 2008 | Prêmio Contigo! | Melhor Diretor           | Jorge Fernando                       | Indicado  | [ 42 ] |
| 2008 | Prêmio Contigo! | Melhor Ator              | Reynaldo Gianecchini                 | Indicado  | [ 42 ] |
| 2008 | Prêmio Contigo! | Melhor Atriz Coadjuvante | Cláudia Jimenez                      | Indicado  | [ 42 ] |
| 2008 | Prêmio Contigo! | Melhor Atriz Mirim       | Amanda Azevedo                       | Venceu    | [ 42 ] |
| 2008 | Prêmio Contigo! | Melhor Atriz Mirim       | Marina Ruy Barbosa                   | Indicado  | [ 42 ] |
| 2008 | Prêmio Contigo! | Melhor Par Romântico     | Cláudia Jimenez e Rodrigo Phavanello | Indicado  | [ 42 ] |

## Controvérsias

### Reclamação e saída dos atores
Maria Zilda Bethlem deixou o elenco alegando insatisfação com sua personagem, que não tinha uma real função na história, o que a fez desistir do papel. Reynaldo Gianecchini também ficou insatisfeito com os rumos de seu personagem, utilizado apenas para os prazeres de Beatriz, sendo que o autor adiantou a reviravolta em que Dante começa a descobrir as armações da moça.
Aílton Graça pediu para deixar a trama, aparecendo pela última vez em 22 de outubro, descontente com a falta de história de seu personagem, justificado que foi assassinado pela personagem de Mel Lisboa.
Cláudia Raia foi outra que também pediu dispensa da novela, tendo sua personagem morta em 5 de novembro. Cláudia estava insatisfeita tanto pelo fato de sua personagem ter passado de antagonista principal para uma coadjuvante sem história substancial, quanto pelo autor alterar por muitas vezes suas falas de última hora, o que atrapalhava-a a decorá-las, reclamação esta que foi confirmada por Walcyr Carrasco em entrevista ao Altas Horas.

### Acusação de plágio
Letícia Dornelles, que na época era autora de Amigas & Rivais, no SBT, acusou Walcyr Carrasco de plagiar sua novela, dizendo que a trama tinha bordões e situações idênticas, como a frase "Modéstia à parte, eu sou perigosa", utilizada pelas antagonistas Rosana, de Talita Castro em Amigas, e Ágatha, de Cláudia Raia em Sete Pecados. Segundo a autora, as similaridades "Chegam a incomodar de tão parecidas, tem bordões e situações muito parecidas. A referida vilã [Ágatha] deve ser fã de Rosana. É uma homenagem", dizendo ainda que o autor também copiou a trama da adolescente com HIV. Walcyr chegou a se pronunciar, alegando que nunca havia visto a trama da concorrência e que a autora estava utilizando as acusações a Sete Pecados para promover sua própria novela, que na época chegava a marcar apenas 1 ponto e ficar em quinto lugar na audiência.  Sobre a temática a jovem com HIV, Walcyr lembrou que havia escrito um livro sobre o tema antes: "Quanto a personagens soropositivos (...) o plágio será de ‘Amigas e Rivais’. Eu sou autor do livro ‘A Corrente da Vida’, lançado há 14 anos, que aborda justamente uma escola onde um personagem, no caso um garoto, tem Aids".

## Trilha Sonora

### Nacional
A primeira trilha sonora da telenovela, compilando canções nacionais em português, foi lançada em 29 de junho de 2007 pela Som Livre. Reynaldo Gianecchini ilustrou a capa do álbum.
| N.º | Título                                      | Música                                   | Personagem            | Duração |  |
| 1.  | "Tema de Não Quero Ver Você Triste"         | Erasmo Carlos / Part. Esp.: Marisa Monte | Beatriz e Dante       | 03:06   |  |
| 2.  | "Deixo (Live)"                              | Ivete Sangalo                            | Clarice e Dante       | 06:48   |  |
| 3.  | "Eu Vou Seguir (Reach)"                     | Marina Elali                             | Miriam                | 03:50   |  |
| 4.  | "Anjo"                                      | Fábio Jr.                                | Dante                 | 03:41   |  |
| 5.  | "Um Anjo Muito Especial (My Special Angel)" | Roupa Nova                               | Custódia e Gabriel    | 03:05   |  |
| 6.  | "Teletema"                                  | Ivo Pessoa                               | Elvira                | 03:22   |  |
| 7.  | "Preciso Ser Amado"                         | Tim Maia                                 | Miriam e Vicente      | 03:17   |  |
| 8.  | "Nossa História de Amor"                    | Maurício Mattar                          | Eliete                | 04:17   |  |
| 9.  | "Luxúria"                                   | Isabella Taviani                         | Carla                 | 04:38   |  |
| 10. | "Deixa Isso Pra Lá"                         | Lulu Santos                              | Régis e Elvira        | 03:47   |  |
| 11. | "Não Faz Mal a Ninguém"                     | Lenine                                   | Beatriz               | 03:54   |  |
| 12. | "Carne e Osso"                              | Zélia Duncan                             | Abertura              | 04:02   |  |
| 13. | "Exaustino"                                 | Zeca Pagodinho                           | Juju/Núcleo de Otília | 03:43   |  |
| 14. | "Gula"                                      | Eduardo Dusek                            | Perseu e Minerva      | 02:56   |  |
| 15. | "Pão-Duro"                                  | Rodrigo Santos                           | Romeu                 | 03:20   |  |
| 16. | "Ira (A Lira da Ira)"                       | Cláudio Zoli                             | Pedro                 | 04:56   |  |
| 17. | "Contrato Assinado"                         | Deborah Blando                           | Àgatha                | 04:08   |  |
| 18. | "Vaidade"                                   | Luciana Mello                            | Rebeca                | 03:42   |  |

### Internacional
A segunda trilha sonora da telenovela, compilando canções internacionais, foi lançada em 29 de junho de 2007 pela Som Livre. Priscila Fantin ilustrou a capa do álbum.
| N.º | Título                                | Música             | Personagem           | Duração |  |
| 1.  | "LDN"                                 | Lily Allen         | Locação: São Paulo   | 3:06    |  |
| 2.  | "Rehab"                               | Amy Winehouse      | Tema Geral           | 3:31    |  |
| 3.  | "Baby, Baby, Baby"                    | Joss Stone         | Elvira               | 4:36    |  |
| 4.  | "Until the End"                       | Norah Jones        | Eliete e Aquiles     | 3:59    |  |
| 5.  | "Like a Star"                         | Corinne Bailey Rae | Beatriz e Dante      | 4:01    |  |
| 6.  | "Over My Head"                        | The Fray           | Locação: Narak Club  | 4:11    |  |
| 7.  | "Divine"                              | Colin Munroe       | Estela e Xongas      | 4:56    |  |
| 8.  | "Bubbly"                              | Colbie Caillat     | Tema Geral           | 3:17    |  |
| 9.  | "Million Faces"                       | Paolo Nutini       | Tema Geral Romântico | 3:42    |  |
| 10. | "She's Madonna" (part. Pet Shop Boys) | Robbie Williams    | Tema de Locação      | 4:17    |  |
| 11. | "Reach"                               | Gloria Estefan     | Tema Geral           | 3:51    |  |
| 12. | "Sugar And Spice"                     | Zach Ashton        | Clarice              | 3:21    |  |
| 13. | "The Story"                           | Brandi Carlile     | Tema Geral           | 3:59    |  |
| 14. | "Love Is a Many Splendored Thing"     | Matt Monro         | Romeu e Juju         | 2:54    |  |

### Naraka Club
A terceira trilha sonora da telenovela foi lançada em 29 de junho de 2007 pela Som Livre, compilando canções internacionais e dançantes que eram utilizadas nas cenas da boate Naraka Club. O logo da fictícia boate ilustrou a capa do álbum.
| N.º | Título                                      | Intérprete(s)                                | Duração |  |
| 1.  | "Beautiful Liar"                            | Beyoncé & Shakira                            |         |  |
| 2.  | "Cupid's Chokehold"                         | Gym Class Heroes                             |         |  |
| 3.  | "Girlfriend (Dr. Luke Mix)"                 | Avril Lavigne                                |         |  |
| 4.  | "Never Again (Dave Audé Club Mix)"          | Kelly Clarkson                               |         |  |
| 5.  | "Love Is Gone"                              | David Guetta, Joachim Garraud & Chris Willis |         |  |
| 6.  | "Always and Forever (Bob Sinclar Remix)"    | Chocolate Puma                               |         |  |
| 7.  | "Yeah Yeah (D. Ramirez Radio Edit)"         | Bodyrox feat. Luciana                        |         |  |
| 8.  | "A Noite Perfeita (Extended Remix)"         | George Israel / Part. Esp.: Leoni            |         |  |
| 9.  | "Sympathy for the Devil"                    | Freedom Dub                                  |         |  |
| 10. | "Afrojazz"                                  | Taylor M                                     |         |  |
| 11. | "Sinistro's Dance"                          | Hitz                                         |         |  |
| 12. | "Boogie 2nite (Seamus Haji Big Love Radio)" | Bootyluv                                     |         |  |
| 13. | "Every Minute"                              | Deborah Blando                               |         |  |
| 14. | "Turn the Lights Off (Original Mix)"        | DJ Jose                                      |         |  |

Outras canções não incluídas na trilha sonora
- "Stand Up" - Ramada
- "It's a Sin (Fher Cassini Remix)" - Pet Shop Boys
- "Another One Bites the Dust (Cedric Gervais & Second Sun Radio Edit)" - Queen vs. The Miami Project
- "Eye of the Tiger" - Survivor
- "Contrato Assinado (House Mix)" - Deborah Blando